# José Prefumo
José Prefumo y Dodero (Cartagena, 5 de abril de 1831 – ibídem, 10 de octubre de 1902) fue un jurista, periodista y político español de ideología republicana. Durante su carrera política, ocupó los cargos de alcalde de Cartagena, diputado en el Congreso y gobernador civil de la provincia de Madrid durante el Sexenio Democrático y la Restauración borbónica.

## Biografía

### Orígenes
José Prefumo nació en Cartagena en 1831, hijo de José Prefumo y Costi y de María Dodero Deambrosi, ambos inmigrantes genoveses afincados en la ciudad. Con 24 años se licenció en Derecho por la Universidad de Madrid (1855), lo que le abrió las puertas del oficio de fiscal en el Juzgado de Primera Instancia en su ciudad natal y le permitió constituir un bufete de abogados. Pronto empezó a colaborar en las redacciones de periódicos que despertaron su conciencia política, como El Eco de Cartagena o el diario republicano El Radical, a los cuales siguieron El Pirata, El Amigo del Pueblo y El Republicano.
En 1860 se presentó a las elecciones municipales de Cartagena, en las que salió elegido concejal. En medio de la crisis final del reinado de Isabel II, participaba ya en las conspiraciones que se urdían en la botica de la calle Mayor, de modo que cuando estalló la Revolución de 1868 fue escogido para encabezar la Junta Revolucionaria local. Durante su presidencia tuvo lugar en Yecla el pronunciamiento del revolucionario Froilán Carvajal, quien proclamó la República al frente de trescientos hombres y solo desistió tras la intervención de Prefumo, quien le conminó a disolver la tropa para evitar un derramamiento de sangre.
En las elecciones municipales de 1869, las primeras mediante sufragio universal masculino, fue elegido alcalde de Cartagena, pero su estancia en la corporación municipal fue breve, al ser aclamado por sus conciudadanos como su diputado en las Cortes Constituyentes. En Madrid volvió a la actividad periodística como articulista en La República Ibérica, toda vez que repetía mandato en el Congreso durante el reinado de Amadeo I, y llegada la Primera República participaba en la legislatura constituyente de 1873.

### Primera República y vida posterior
Entrado el periodo republicano, bajo la presidencia de Francisco Pi y Margall ocupó Prefumo la Dirección General de Agricultura, Industria y Comercio y, de forma interina, la Dirección General de Instrucción Pública. El 12 de julio de 1873 se producía en Cartagena y en diversos puntos de la España meridional el levantamiento de los republicanos federales «intransigentes» conocido como la rebelión cantonal, al cual se opuso vehementemente José Prefumo, diputado ligado a la corriente «benévola» del Partido Republicano Democrático Federal, y quien rechazaba a su vez una cartera ministerial en el gobierno dirigido por Nicolás Salmerón. Se adscribió entonces a la corriente de republicanismo unitario que propugnaba Emilio Castelar, y cuando aquel desempeñó la presidencia, el cartagenero accedió a servir como gobernador civil de la provincia de Madrid. Durante el ejercicio de esta autoridad disolvió el Ayuntamiento de Madrid el 22 de diciembre a causa de unos tumultos durante una sesión plenaria, y su actitud beligerante respecto a periodistas e impresores le granjeó las críticas de Ángel María Segovia, quien lo describió como «uno de los funcionarios más arbitrarios y más crueles que ha tenido la República».
Prefumo dimitía un día antes del golpe de Estado de Pavía en 1874, apartándose desde entonces de la actividad política de la capital, si bien permaneció allí por un tiempo entregado a actividades como el accionariado de la Institución Libre de Enseñanza. Regresada la monarquía borbónica en la persona de Alfonso XII, se retiró a su localidad de origen para reorganizar a sus partidarios. De esta forma, el republicanismo contó con su escaño en el Congreso gracias a sus resultados en las elecciones generales de 1893 y 1901.
Falleció en Cartagena en 1902 a consecuencia de una neumonía, a los 71 años. En 1914, el historiador Antonio Puig Campillo redactó su biografía atendiendo a su trayectoria como parlamentario, prologada por el también político republicano Miguel Rodríguez Valdés.